# Колпинская улица (Москва)
Ко́лпинская у́лица — улица на севере Москвы, в Новоподрезково Молжаниновского района Северного административного округа, между Ленинградским шоссе и 1-й Подрезковской улицей.

## Происхождение названия
До 1986 года — Московская улица в составе бывшего подмосковного рабочего посёлка Новоподрезково (Химкинский район), частично вошедшего в состав Москвы в 1985 году в Ленинградский район. В 1986 году названа по городу Колпино Ленинградской области в связи с расположением на северо-западе Москвы.

## Описание
Колпинская улица начинается от юго-восточного края бывшего посёлка Новоподрезково, где она примыкает ко 2-й Подрезковской улице, которая выходит на Ленинградское шоссе и эстакаду над ним. Улица проходит на северо-запад параллельно 1-й Подрезковской улице, с которыми она соединяется безымянным проездом. Эстакада с Ленинградского шоссе связывает микрорайон Новоподрезково с основной территорией Москвы.

## Общественный транспорт
По Колпинской улице маршруты наземного транспорта не проходят.
По соседнему Ленинградскому шоссе проходят автобусные маршруты Мосгортранс и Мострансавто. На остановках «Новоподрезково» останавливаются московские и подмосковные автобусы 13, 30, 283, 350, 400, 851, 865.
По 2-й Подрезковской улице проходят автобусы 50, 283, 465, 484, 865.